# جهش غالب مرغ عشق خاکستری

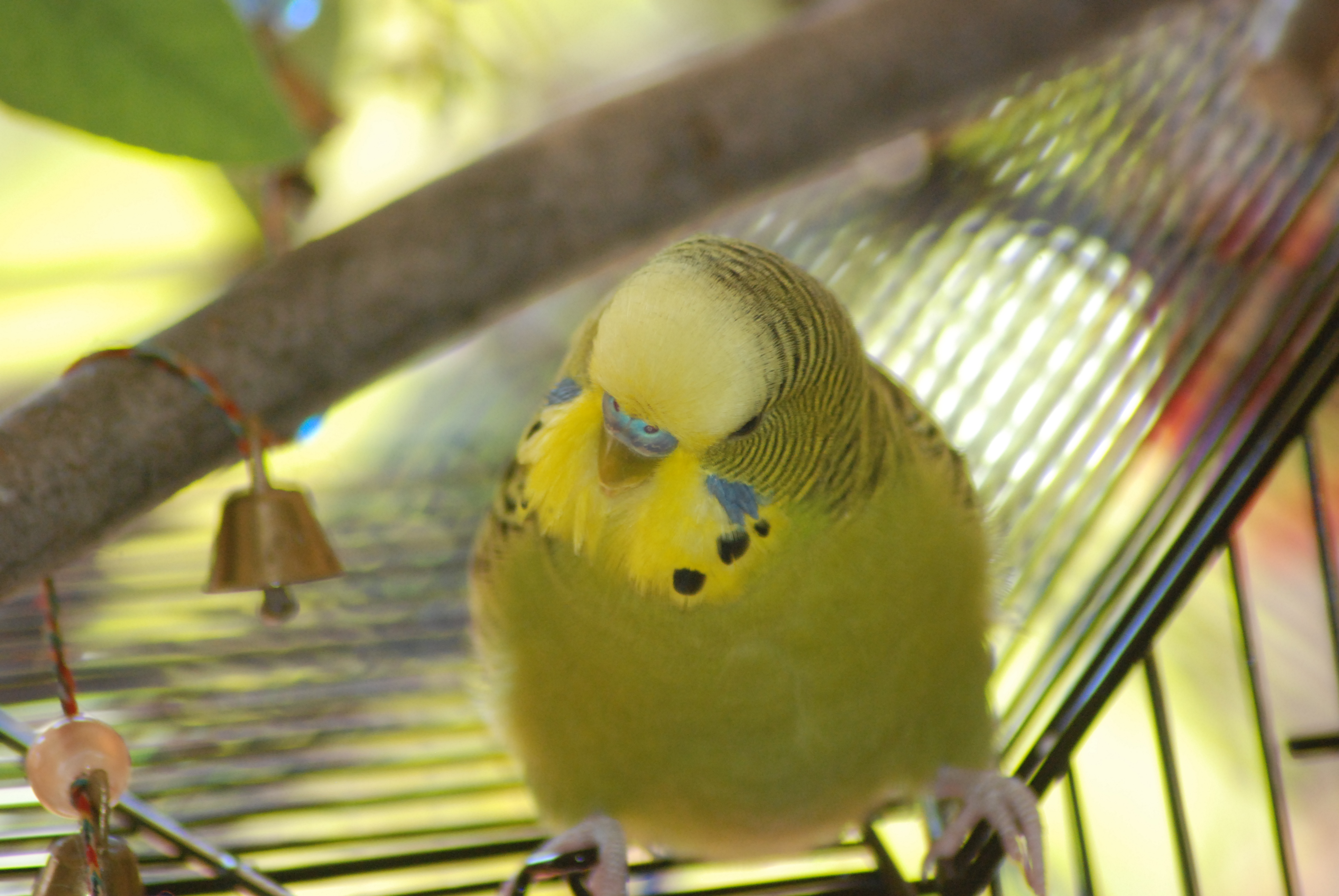
نر خاکستری-سبز، جهش غالب خاکستری را نشان می‌دهد

جهش غالب مرغ عشق خاکستری که اغلب به نام خاکستری استرالیایی یا به سادگی خاکستری نامیده می‌شود، یکی از تقریباً ۳۰ جهش است که بر رنگ مرغ عشق تأثیر می‌گذارد. این پایه واریته استاندارد Grey-Green و Grey است.
| تنوع        | کد پنتون |
| ----------- | -------- |
| سبز روشن    | ۳۷۵      |
| خاکستری-سبز | ۳۹۸      |
| اسکای بلو   | ۳۱۰      |
| خاکستری     | ۴۲۸      |

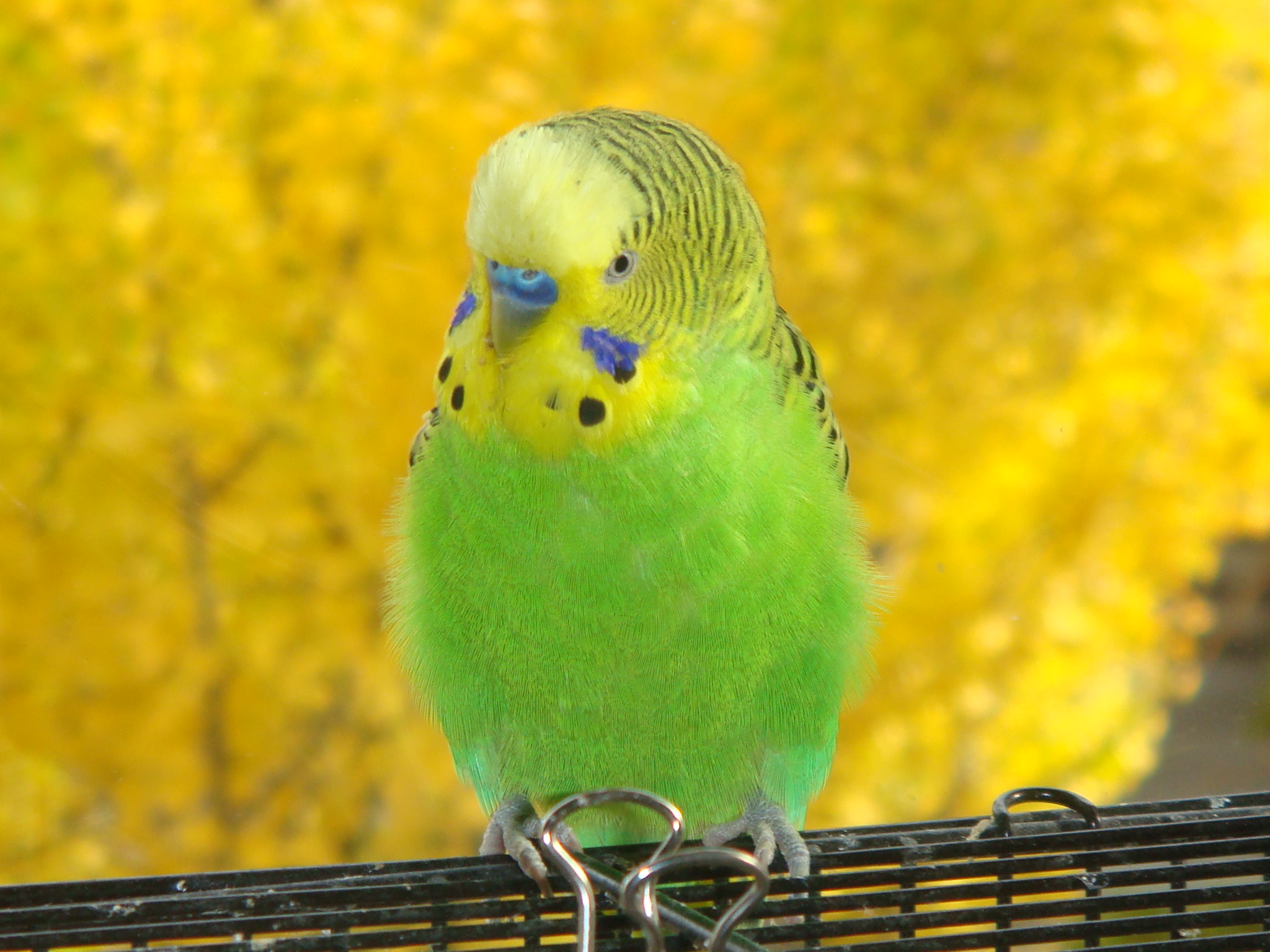
نر سبز روشن، بدون تغییر توسط جهش

ژن غالب خاکستری روی یکی از کروموزوم‌های اتوزومی قرار دارد. هیچ ارتباط شناخته‌شده‌ای از این ژن با هیچ جهش دیگری وجود ندارد.